# Nagycsepely
Nagycsepely é um município da Hungria, situado no condado de Somogy. Tem 19,8 km² de área e sua população em 2019 foi estimada em 404 habitantes.